# Żagiewkowate
Żagiewkowate (Cirrhitidae) – rodzina morskich ryb okoniokształtnych.
Występowanie: ciepłe wody oceaniczne

## Klasyfikacja
Rodzaje zaliczane do tej rodziny:
Amblycirrhitus — Cirrhitichthys — Cirrhitops — Cirrhitus — Cristacirrhitus — Cyprinocirrhites — Isocirrhitus — Itycirrhitus — Neocirrhites — Notocirrhitus — Oxycirrhites — Paracirrhites